# Archidendron sessile
Archidendron sessile là một loài thực vật có hoa trong họ Đậu. Loài này được (Scheff.) Dewit miêu tả khoa học đầu tiên.